# Lederrüstung

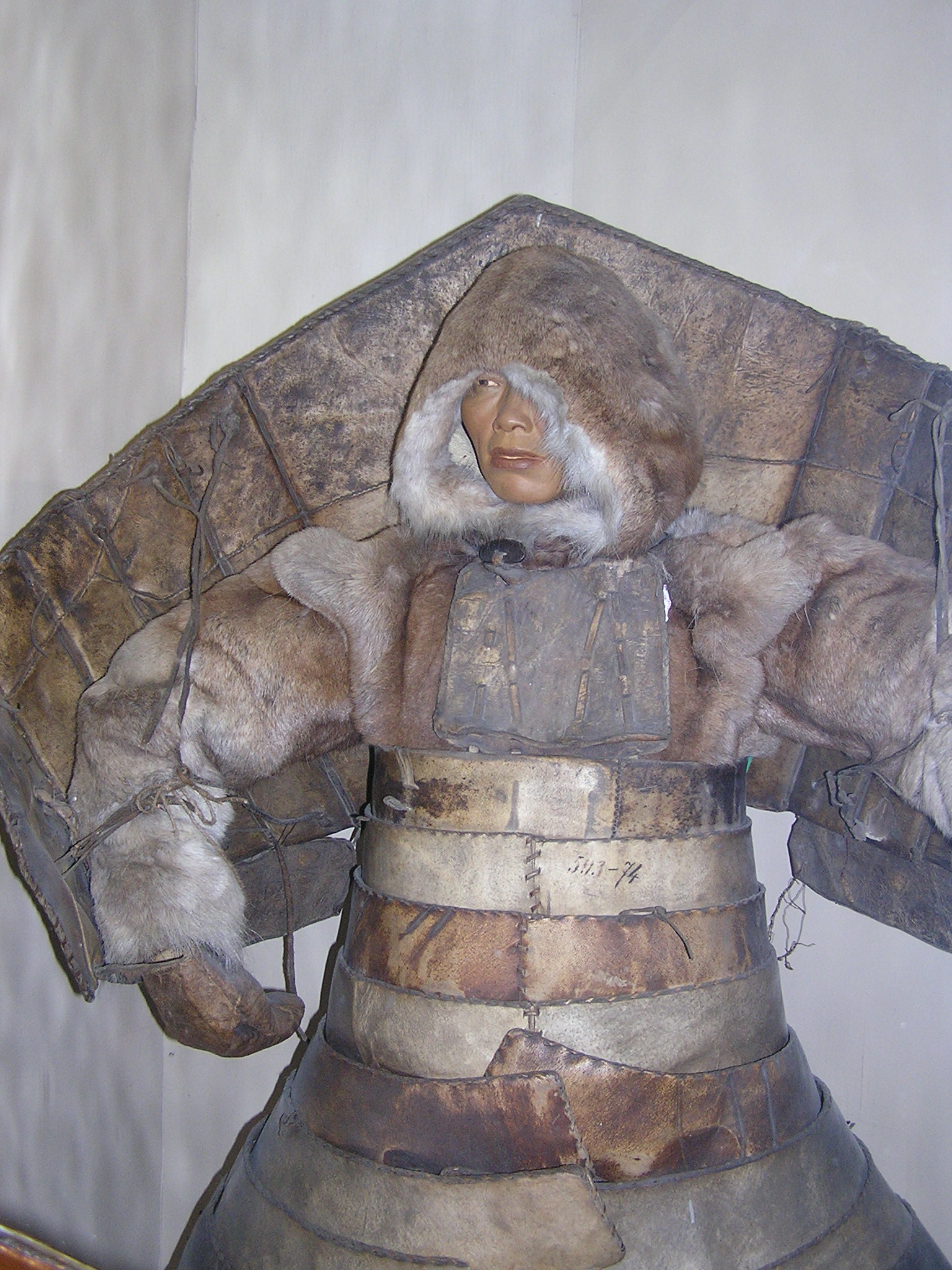
Lederrüstung der Tschuktschen, Museum für Anthropologie und Ethnographie, Sankt Petersburg, Russland

Eine Lederrüstung ist eine Schutzwaffe, die in verschiedenen Zeitaltern und Ländern verbreitet war.

## Beschreibung
Leder ist vermutlich einer der ältesten Werkstoffe zur Herstellung von Rüstungen. Die archäologische Forschung kann keine genauen Aussagen über die ersten Verwendungen machen, da keine Fundstücke erhalten sind. 
Viele Typen dieser Lederrüstungen können durch ihre andauernde Benutzung in verschiedenen Ländern bis in die heutige Zeit nachverfolgt werden. Dabei existierten nicht lediglich Rüstungen für den Menschen, sondern auch solche, die zum Schutz von Tieren (Beispiel: Rossharnisch) konstruiert waren. Meist wurden verschiedene Rüstungsteile wie Beinschienen, Brustpanzer, Handschuhe, Armschienen, Helme, und Stiefel, sowie komplette Rüstungen für Tiere aus Leder konstruiert. Die Bezeichnung „Kürass“ leitet sich von einem Schutz für den Rumpf aus gekochtem Leder (französisch: cuir) ab, der vielleicht die größte bekannte Annäherung an eine reine Lederrüstung in Europa darstellte. Oft wurde die Lederrüstung für niedere Truppenteile benutzt, da deren Fertigung wesentlich billiger und einfacher war als die Herstellung von Metallrüstungen.
Reine Lederrüstungen lassen sich vor allem außerhalb Europas nachweisen. Sie wurden beispielsweise in Sibirien von den Tschuktschen (Tschuktschen-Rüstung) benutzt. Auch die Skythen benutzten lederne Panzerhemden, die weit und locker geschnitten waren, als Schutz gegen Pfeilbeschuss. Ebenfalls war diese Rüstungsart in Korea (Koreanische Lederrüstung), China (Lolo-Rüstung), Tibet (Tibetischer Rosspanzer), England (Ledermantel (Rüstung), siehe auch Koller (Uniform)), Japan (Kawagasa), dem Vizekönigreich Neuspanien (Dragones de Cuera) und anderen Ländern in Gebrauch.

## Material
Gegen eine ausschließliche Panzerung durch Leder spricht, dass Leder einen deutlich geringeren Schutz bietet als Metall. Ein Kettenhemd beispielsweise ist deutlich haltbarer, widerstandsfähiger und obendrein leichter an veränderte Körpermaße anzupassen. Außerdem weicht Leder unter Wassereinwirkung auf und verformt sich beim Trocknen. 
Oft wurden die Rüstungen mit anderen Naturmaterialien wie Knochen, Zähnen und Fischschuppen, aber auch mit Platten, Schuppen, Ketten oder Lamellen aus Metall verstärkt. Um das Leder selbst zu verstärken, wurde das Leder durch Kochen gehärtet. Durch Wachs oder Öl  wurde das Leder zusätzlich imprägniert, was die Lebenszeit der Rüstungen verlängerte und die Pflege vereinfachte.  Oft wurden die gekochten Lederstücke auf Formen aufgezogen, um eine Struktur (Körperform) zu erhalten. Nach dem Erkalten behielt das durch das Kochen verfestigte Leder dann diese Form bei, allerdings wurde das Leder durch diese Behandlung auch sehr steif und damit ähnlich unbequem zu tragen wie Metallrüstungen.